# Stasis (Computerspiel)
Stasis ist ein Point-and-Click-Adventure des südafrikanischen Entwicklungsstudios The Brotherhood. Es ist den Genres Science-Fiction und Horror zuzuordnen und erschien im August 2015 für Windows und macOS.

## Handlung
John Maracheck erwacht an Bord eines ihm unbekannten Raumschiffs, das verlassen scheint und sich im Zustand fortgeschrittener Zerstörung befindet. Eigentlich war er sich mit seiner Frau Ellen und seiner Tochter Rebecca auf einem Urlaubsflug zum Saturnmond Titan. Wegen der langen Flugdauer wurden die Passagiere in ein künstliches Koma (die namensgebende Stasis) versetzt – weiter kann er sich nicht erinnern. Nach und nach erschließt sich ihm, dass er sich an Bord der „Groomlake“ befindet, eines medizinischen Forschungsschiffs, das den Planeten Neptun umkreist und auf dem der Konzern Cayne Corporation außerhalb des Zugriffs der Behörden Forschung an Menschen betrieb. Beim Erkunden des nur scheinbar verlassenen Schiffs stößt Maracheck auf zahlreiche entsetzlich zugerichtete Leichen, und er ahnt schnell, dass das, was die Menschen getötet hat, noch irgendwo im Inneren der Groomlake haust. Auf seinem Weg durch das Schiff kann er über ein bei einer menschlichen Leiche gefundenes Funkgerät Kontakt zur Botanikerin Te'Ah Hensley herstellen, die ihm zwar nur zögerlich und ausschnittsweise von den Geschehnissen auf der Groomlake erzählt, ihn aber per Funk durch das Schiff lotst, um ihm bei der Suche nach seiner Familie zu helfen. Ein weiterer Mensch an Bord der Groomlake, der Wissenschaftler Geradus Malan, nimmt über Funk Kontakt auf und versucht fortan, Maracheck zu töten. Dieser bahnt sich seinen Weg durch das havarierende und von gefährlichen Mutationen bewohnte Schiff, findet seine Tochter tot auf und kann schließlich Malan, den vermeintlichen Urheber allen Übels, stellen und töten, nur um festzustellen, dass auch seine Frau tot ist und letztlich Hensley die gesamte Ereigniskette in Gang gesetzt hatte, da ihr die Maracheck-Familie bei einem persönlichen Rachefeldzug gegen den Cayne-Konzern nützlich sein konnte.
Stasis behandelt als übergeordnetes, philosophisches Thema die Frage, inwieweit Wissenschaftler in ihrem Bestreben, der Menschheit zu helfen, das Wohl Einzelner dem Wohl der Allgemeinheit unterordnen dürfen. Das Spiel bezieht dabei eine eindeutige Position, indem das Handeln der Wissenschaftler als unethisch dargestellt wird.

## Spielprinzip und Technik
Stasis ist ein Point-and-Click-Adventure, in dem das Spielgeschehen aus einer isometrischen Perspektive dargestellt wird. Aus Sprites zusammengesetzte Figuren agieren vor vorgerenderten, teilanimierten Kulissen. Mit der Maus kann der Spieler seine Spielfigur durch die Örtlichkeiten bewegen und mit den Maustasten Aktionen einleiten, die den Spielcharakter mit seiner Umwelt interagieren lassen. John Maracheck kann so Gegenstände finden und sie auf die Umgebung oder andere Gegenstände anwenden. Mit fortschreitendem Handlungsverlauf werden weitere Orte freigeschaltet. Ein zentrales Spielelement sind PDAs ehemaliger Besatzungsmitglieder, auf denen diese tagebuchartig die Geschehnisse auf der Groomlake aus ihrer jeweiligen Perspektive darlegen und dem Spieler so nach und nach ein Bild der Vorgeschichte vermitteln. Im Gegensatz zu den meisten zeitgenössischen Adventures kann der Spieler in Stasis während des Spieles sterben, was ihn zwingt, auf einen vorher hoffentlich angelegten Spielstand zurückzugreifen und für Grafikadventures als schlechtes Design gilt.

## Produktionsnotizen
Das Entwicklerteam The Brotherhood besteht aus den beiden südafrikanischen Brüdern Christopher und Nicholas Bischoff, die Anfang der 2000er-Jahre mit der Entwicklung von Stasis begannen. Den entscheidenden Schub für die Produktion des Spiels brachte im November 2013 eine Crowdfunding-Kampagne auf der Plattform Kickstarter, die 100.000 US-Dollar einbringen sollte und während der vierwöchigen Laufzeit gut 130.000 US-Dollar erzielte. Im Rahmen der Kampagne wurde die Veröffentlichung für August 2014 angekündigt. Die tatsächliche Veröffentlichung erfolgte ein Jahr später, unter anderem wegen der Erreichung sogenannter „Strech Goals“, Bonusziele zur Erweiterungen des Spiels, die The Brotherhood im Rahmen der Kickstarter-Kampagne für den Fall der Übererfüllung des Kampagnenziels in Aussicht stellte. Stasis wird als Download-Version vom Hersteller The Brotherhood selbst über Plattformen wie Steam oder GOG vertrieben. In Deutschland brachte der Publisher Daedalic Entertainment im Oktober 2015 zusätzlich eine dingliche Version in den Handel.
Der Soundtrack des Spiels wurde von Mark Morgan erstellt, einem US-amerikanischen Spiele- und Filmkomponisten, der bereits die Soundtracks zum Adventure Zork: Grand Inquisitor, dem Rollenspiel Planescape Torment und der Fallout-Serie sowie den Fernsehserien One Tree Hill, Kojak und Shark erstellt hatte. Das Engagement Morgans war im ursprünglichen Projektplan nicht vorgesehen, sondern stellte eines der Stretch Goals der Kickstarter-Kampagne dar.
Im Januar 2017 veröffentlichten The Brotherhood ein Gratis-Adventure namens Cayne, das in der Spielwelt von Stasis spielt, aber einen davon unabhängigen Handlungsstrang verfolgt. Das Add-on basierte bei Stasis-ähnlicher Optik auf einer neuen Engine und sollte Werbung für die Kickstarter-Kampagne für den Stasis-Nachfolger Beautiful Desolation machen.

## Rezeption
Aus 31 aggregierten Wertungen erzielt Stasis auf Metacritic einen Score von 79. Die GameStar lobte die Atmosphäre des Spiels, zog Vergleiche zu Filmklassikern wie Alien, Resident Evil und Event Horizon und stellte heraus, dass die zahlreichen über die Spielwelt verstreuten PDAs der ehemaligen Raumschiffbesatzung als „toll geschriebene Berichte einen Einblick in die abartigen Vorgänge sowie in die Psyche der Menschen“ an Bord darstellten und dadurch eine „intensive und (…) glaubwürdige Atmosphäre“ erzeugten. Das Magazin kritisierte, dass die Story im Verlauf des Spiels zunehmend unglaubwürdiger würde und als „interaktive Variante eines Klischee gespickten B-Horrormovies (sic)“ ende. Das Fachmagazin Adventure-Treff stellte heraus, dass die USK-Einstufung des Spiels zu Recht erfolgt sei, da die Visualisierung von Gewalt und deren Auswirkungen einen gewichtigen Teil der Spielpräsentation einnehme und „mit Blut und Ekel nicht gespart wurde“. Als Beispiel zog das Magazin Szenen heran, bei denen zur Lösung von Rätseln an Stelle von Werkzeugen hilfsweise menschliche Gedärme verwendet werden. Adventure-Treff lobte die teilanimierten Hintergrundgrafiken, die klangliche Untermalung und die englische Sprachausgabe, kritisierte aber die sich bei großen Monitoren auswirkende, geringe Auflösung des Spiels, die streckenweise „ulkigen“ Animationen der Spielfiguren und Fehler in den deutschen Untertiteln. Die PC Games bezeichnete Stasis als „schnörkelloses Retro-Adventure“ und zog in Bezug auf Optik und Horror-Gehalt Vergleiche zu Sanitarium. Das Magazin lobte die „gut und stimmungsvoll geschriebenen“ Aufzeichnungen, die nach und nach die Hintergrundgeschichte vermitteln, die philosophischen Anklänge der Story und den „motivierten“ Sprecher der Hauptfigur. Es kritisierte teils „abstruse“ Rätsel sowie eine stark nachlassende Spannungskurve gegen Ende des Spiels.